# Hiroki Kuroda
Hiroki Kuroda (Osaka, 10 de febrero de 1975, 50 años) es un beisbolista japonés. Juega para Los Yankees De New York como lanzador.

## Trayectoria
Inició su carrera profesional con Hiroshima Toyo Carp de la Liga Japonesa de Béisbol Profesional donde jugó por once temporadas (1997-2007). En 2008 firmó para Los Angeles Dodgers de las Grandes Ligas de Béisbol. En su primera temporada obtuvo una marca de nueve victorias y diez derrotas, y un porcentaje de carreras permitidas (ERA) de 3,73. Para el año 2010 alcanzó un total de 11 triunfos.
Con el equipo angelino ha disputado dos series por el campeonato de la Liga Nacional (2008 y 2009) con balance en postemporada de 2-1 y ERA de 5,27.